# Falx philogelos
Falx philogelos är en fjärilsart som beskrevs av Dyar 1922. Falx philogelos ingår i släktet Falx och familjen Crambidae. Inga underarter finns listade i Catalogue of Life.